# Victoria Travascio

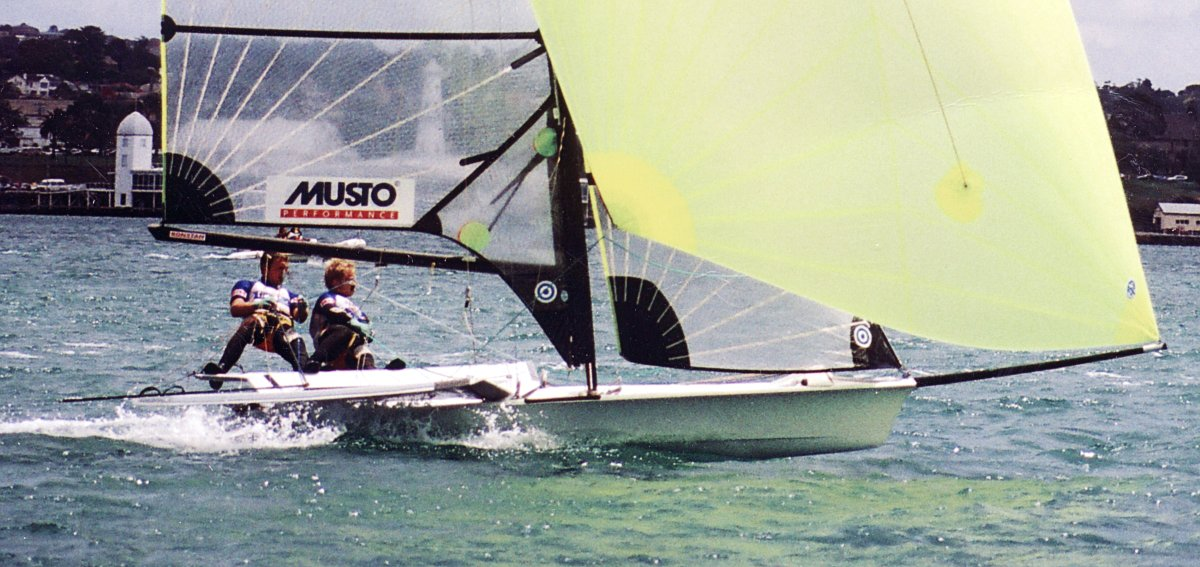
Embarcación de la clase 49er FX

Victoria Travascio (La Plata, 14 de julio de 1988) es una regatista argentina de alto rendimiento que se especializa en clase 49er FX.

## Carrera deportiva
Junto a María Sol Branz, logró la medalla de oro en 49er FX en los Juegos Panamericanos de 2015. Asimismo, finalizaron en el 13.º puesto en la misma categoría en los Juegos Olímpicos de Río de Janeiro 2016.
En octubre de 2017, lograron el primer puesto en la World Cup Series en Gamagori, Japón.
También, obtuvieron la medalla de bronce en los Juegos Panamericanos de 2019 y la clasificación a los Juegos Olímpicos de Tokio 2020.
Entre julio y agosto de 2021 participaron en los Juegos Olímpicos de Tokio 2020 por la misma categoría, en los cuales tuvieron una destacada actuación al finalizar en la 5ª posición (a sólo dos puntos del bronce) luego de ganar 2 regatas (de las 12 regulares) y de lograr también la primera posición en la "medal race". A raíz precisamente de este quinto puesto es que fueron merecedoras del diploma olímpico.

## Distinciones
- Premio Olimpia de plata 2021.[8]

- Diploma olímpico por el desempeño en los Juegos Olímpicos de Tokio 2020.[9]

- Reconocimiento de la Facultad de Periodismo y Comunicación Social de la Universidad Nacional de La Plata a deportistas platenses que participaron en los Juegos Olímpicos de Río de Janeiro 2016.[10]
- Premio Jorge Newbery 2016.

- Reconocimiento al "Mérito Deportivo 2016" otorgado por la Municipalidad de la ciudad de La Plata.[11]

- Reconocimiento a los "Deportistas platenses más destacados de 2016 otorgado por el Diario Hoy de La Plata.[12]

- Reconocimiento a los atletas bonaerenses olímpicos y paralímpicos de los Juegos Olímpicos de Río de Janeiro 2016 realizado por la Cámara de Diputados de la Provincia de Buenos Aires.

- Reconocimiento del Senado de la Nación Argentina a los atletas argentinos que participaron en los Juegos Olímpicos de Río de Janeiro 2016.[13]

- Premio Jorge Newbery 2015.[14]
- Reconocimiento a los "Deportistas Destacados 2015 otorgado por el Club Estudiantes de La Plata".[15]
- Premio Olimpia de plata 2015.[16]